# Císařovy nové šaty (Beneš)
Císařovy nové šaty (ve slovenském originále Cisárové nové šaty) je opera o jednom dějství slovenského skladatele Juraje Beneše. Libreto napsal skladatel na námět stejnojmenné pohádky dánského spisovatele Hanse Christiana Andersena. Opera vznikla v letech 1966–1966 jako Benešova diplomová práce na Vysoké škole múzických umění v Bratislavě. Premiéru měla 29. března 1969 ve Slovenském národním divadle v Bratislavě. Naposledy se hrála 15. března 1971.

## Charakteristika opery
Benešovo první hudebně divadelní dílo není opera v úzkém smyslu, ale spíše „moderní jevištní útvar složený z orchestrální hudby, zpěvu, pantomimy a básnického slova“ (I. Vajda); hudba dominuje jen některým, byť klíčovým částem.
Základními principy v Císařových nových šatech – stejně jako v pozdějších Benešových operách – je – odmítnutí psychologismu a antiiluzivní přístup „divadla na divadle“ nebo „hry na divadlo“. Přímo k této opeře skladatel napsal: „Neuznávám psychologické divadlo v kterémkoli žánru… Hudba, o níž mluvím, se nikdy nesnaží vyjádřit duševní stavy. I Císařovy nové šaty jsou divadlem typů. v němž je prvořadým impulzem poezie. Divadlo má zůstat divadlem a netvářit se jako něco, čím není. Proto také poznámka v klavírním výtahu – odehrává se na jevišti.“ Mezi Benešovy hlavní inspirace pro dramatickou formu patřilo tradiční japonské divadlo žánrů nó a kabuki.
Muzikoložka Naďa Hrčková označuje Císařovy nové šaty jako „dadaisticko-surrealistickou operu“, muzikolog Igor Vajda pro ni používá starý termín dramma giocoso (jako Mozartův Don Giovanni).
Libreto opery je velmi stručné a střídají se v něm texty několika různých typů a stylů. Děj a interpretaci opery divákům přibližuje Žena-vypravěčka, jejíž (mluvený) text je vysoce poetický, fantazijní a současně filosofický. Tato postava představuje „ubíjenou, umlčovanou, ale věčně živou opravdu“ (N. Hrčková). S básnickým slovem Ženy kontrastuje vyjadřování postav samotné opery. Titulní hrdina, krutý a hloupý Císař, se dokáže vyjadřovat jediným, dětinsky pitomoučkým slovem „ňafí“, nanejvýš vystupňovaným na „ňafirissimo“. Jeho dvůr, představovaný dvěma ministry, není o mnoho lepší: jeho text tvoří rozezpívávací slabiky a nesmyslně opakované útržky konverzačních frází, lidových pořekadel a jiných textů. Tři galilejští krejčí, zosobňující servilnost a prospěchářství, svými zpěvy často parodují vyjadřování dvora: například sáhodlouze vyjmenovávají látky, ze kterých šijí císařovy šaty. Krátce před vyvrcholením pak zpívají parodickou píseň o zázraku v Káni Galilejské, zázraku, který se nekonal. Poslední z postav je mim, který zastupuje běžného člověka – mlčícího, donuceného k lokajství, ale vnitřně nesouhlasícího s mocí.
Podle Igora Vajdy je hudební řeč opery Císařovy nové šaty „na jevištní prvotinu překvapivě zralá, ačkoli ne velmi osobitá“. V Benešově hudbě tehdy ještě dominovala hravá kombinatorika a linearita bez základního harmonického ukotvení. Orchestr je obsazen klasicky, s obohacením o klavír, ale nástroje hrají v různých neběžných kombinacích. Hudební proud je primárně polyfonní, vyskytují se tradiční kontrapunktové formy a postupy (imitace, kánon, fuga). Tyto přísné formy se vyskytují často parodicky (doprovázejí nesmyslné, spletité a repetitivně výroky ministrů), ale prozrazují i přiznanou inspiraci dílem Albana Berga, zejména jeho „apriorní operní formou“ v opeře Vojcek.
Benešovy Císařovy nové šaty se hrály poměrně krátce, ale s obrovským ohlasem u diváků i hudební kritiky. Téma kruté a hloupé moci, ale i oportunismu a podlézavosti k ní, bylo v době po invazi vojsk Varšavské smlouvy do Československa zvláště intenzivně vnímáno; operní kritik Jaroslav Blaha napsal: „Aktuálnost a angažovanost Benešova díla je otřesná.“ I když již později nebyly uvedeny, zanechaly značný otisk ve slovenském hudebním povědomí – například muzikolog Ivan Marton je (s odstupem, totiž roku 1981) označil za „doslova přelomové dílo v historii domácího hudebního divadla“.

## Osoby a první obsazení
| osoba               | hlasový obor | premiéra (29. 3. 1969) |
| ------------------- | ------------ | ---------------------- |
| Císař               | baryton      | Juraj Martvoň          |
| Ministr A           | soprán       | Jarmila Smyčková       |
| Ministr B           | tenor        | Pavol Gábor            |
| Krejčí 1            | baryton      | Jozef Raninec          |
| Krejčí 2            | mezzosoprán  | Nina Hazuchová         |
| Krejčí 3            | bas          | Jozef Špaček           |
| Žena                | mluvená role | Ida Rapaičová          |
| Ženský hlas 1       | soprán       | Anna Kajabová          |
| Ženský hlas 2       | soprán       | Alžbeta Svobodová      |
| Mim – šašek – lokaj | taneční role | Horymír Mácha          |
| Dirigent:           | Dirigent:    | Viktor Málek           |
| Režie:              | Režie:       | Július Gyermek         |
| Scéna:              | Scéna:       | Otto Šujan             |
| Kostýmy:            | Kostýmy:     | Ludmila Purkyňová      |

## Děj a struktura opery
Děj opery sleduje v hlavních rysech děj Andersenovy pohádky. Císařovu nahotu odhalí Žena, vypravěčka příběhu, a opera končí její smrtí. Formálně se opera člení do třinácti čísel, které autor nazývá „situace“.
1. Dejú sa čudné veci – čiže jako sa stáva šašo lokajom
2. Ako sa ľuďom otvárajú oči
3. Prebúdzanie tvora božského…
4. Zvestovanie noviny preveľkej
5. Člověk musí byť niekedy aspoň chvíľu sám…
6. Šijeme a nešijeme…
7. Skutočnosť, a či sen?
8. Nešijeme a šijeme…
9. Kto potrebuje moje hlboké a zhovorčivé mlčanie?
10. Ňafirissimo!!!
11. Ako obliekať cisárov…
12. Smrť a sláva…